# Josefina Elvira Thompson Vega
Josefina Elvira Thompson Vega (“Negra Lilí”) (10 de mayo de 1946, Buenos Aires, secuestrada desaparecida el 4 de junio de 1977, Tres de Febrero, Buenos Aires), militante revolucionaria peronista víctima de la última dictadura cívico militar de Argentina

## Biografía
Josefina Elvira Thompson Vega fue la mayor de cuatro hermanos junto a Susana, Silvia y Hugo. Se crio con sus padres en la casa que estaba ubicada en Pío Díaz y Esmeralda (hoy Moriondo), de Sáenz Peña, que en 1960 pasó a integrar el nuevo partido de Tres de Febrero. Allí transcurrió toda su vida. Finalizó los estudios secundarios y estudió Sociología en la Universidad de Buenos Aires.
A los 22 años, en 1968, Elvira ingresó, junto con sus hermanas en la Juventud Peronista de la zona. Militó, primero, en el Peronismo de Base y luego en el Frente Revolucionario 17 de octubre.
A comienzos de la década de 1970, Josefina ingresó a trabajar en la entonces Dirección de Promoción de la Comunidad (actual Relaciones Institucionales), de la Municipalidad de Tres de Febrero, y allí la encontró el retorno a la democracia en 1973.
El 11 de marzo de dicho año Josefina fue candidata a Concejal en las listas del Frente Justicialista de Liberación Nacional (FREJULI), que en aquella oportunidad consiguiera 17 de los 24 cargos electos para el Concejo Deliberante. Compartió la lista y la militancia con Juan Carlos Sandoval, quien fuera electo concejal y que también se encuentra detenido desaparecido desde el 1º de julio de 1977.
El 6 de abril de 1976, pocos días después del golpe de Estado, Josefina fue desvinculada de su trabajo, al igual que otros numerosos trabajadores municipales del distrito.

## Secuestro y desaparición
El sábado 4 de junio de 1977, Josefina fue secuestrada en un establecimiento público a poca distancia de su domicilio. Su pequeña hija de 45 días de edad, Lilian Camila Eva Fontenla, fue protegida por una vecina.
Su esposo, Hugo Fontenla, también militante,  fue detenido desaparecido ese mismo día, junto a Carlos Orrieta en la ciudad de Buenos Aires.
Josefina Elvira Thompson Vega, Hugo Fontenla y Carlos Orrieta fueron vistos en el Campo Clandestino de Detención “El Vesubio”, que funcionaba en las inmediaciones de la Autopista Ricchieri y el Camino de Cintura, del partido de La Matanza. Este lugar funcionó como centro de torturas en un predio del Servicio Penitenciario Federal, que dependía del Regimiento III de La Tablada y estaba bajo la jurisdicción del Primer Cuerpo de Ejército.

## Homenaje
En abril de 2009 se realizó un homenaje a Juan Carlos Sandoval y Josefina Elvira Thompson en el Concejo Deliberante de Tres de Febrero, colocando en el recinto de dicho establecimiento una placa recordatoria.

## Restitución de su cuerpo
En julio de 2012 y luego de 35 años de su desaparición, el Equipo Argentino de Antropología Forense (EAAF) encontró los restos de Josefina en el Cementerio Municipal de Lomas de Zamora, enterrado como NN el 17 de julio de 1977. El hallazgo se enmarcó en la Iniciativa Latinoamericana por la Identificación de Personas Desaparecidas. Basándose en la comparación de los perfiles genéticos de los restos hallados con los de las hermanas Susana y Silvia, se determinó la identidad de Josefina Elvira Thompson. Los estudios realizados, además, comprobaron que su muerte fue causada por el impacto de un proyectil de arma de fuego en la región pélvica, recibido en una situación de indefensión, lo que confirma que fue fusilada.